# Hélène Vetsera
Hélène Vetsera, née Hélène Baltazzi le 29 mai 1847 à Marseille et morte le 1er février 1925 à Vienne, est une aristocrate gréco-autrichienne. Connue sous son nom de jeune fille, elle est la mère de Marie Vetsera.

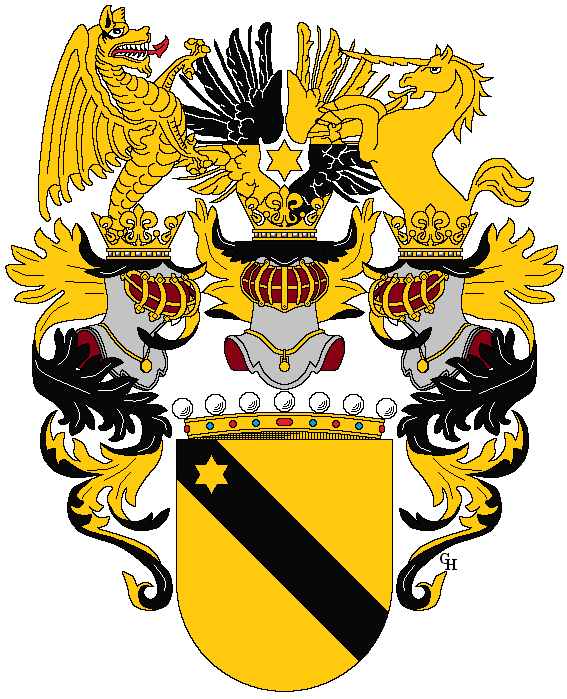
Armoiries d'Albin Baron von Vetsera, époux d'Hélène Baltazzi

## Biographie
Née en 1847 à Marseille, Hélène Baltazzi est la fille de Théodore Baltazzi, banquier grec, et d'Elisabeth Sarell, son épouse, d'origine britannique. Elle est considérée comme l'héritière la plus riche de Constantinople. Son frère est le chevalier Alexander Baltazzi. Orphelins en 1863, les enfants Baltazzi sont confiés à l'associé de leur père, le diplomate Albin Vetsera (1825-1887). Celui-ci épouse Hélène en 1864, est anobli en 1867 et est créé Baron en 1870. Le couple a quatre enfants :  
- Ladislaus « Lazi », baron von Vetsera (1865-1881, victime de l'incendie du Ringtheater)
- Johanna « Hanna », baronne von Vetsera (1868-1901), épouse du comte de Bylandt-Rheydt[4]
- Marie « Marie » Alexandrine, baronne von Vetsera (1871-Mayerling 1889)
- Franz Albin « Feri », baron von Vetsera (1872- tombé au champ d'honneur 1915)

La famille vit dans un immeuble dans le Schüttelstraße 7-9, et en 1880 dans un palais dans la Salesianergasse 11 à Vienne,. Il mène une vie brillante, donnant soirée et organisant des bals où ils essaient d'attirer la haute noblesse. Hélène von Vetsera aurait été une passade de l'empereur François-Joseph et, plus tard, aurait tenté de séduire le jeune Kronprinz Rodolphe. 
En janvier 1889, après le drame de Mayerling, à l'issue duquel sa fille Marie et le l'archiduc héritier d'Autriche Rodolphe sont retrouvés morts, Hélène Baltazzi tombe en disgrâce à la cour et plus largement dans la société aristocratique.
La baronne survit à ses deux derniers enfants et perd sa fortune après la Première Guerre mondiale. Elle meurt ruinée à Vienne en 1925. Elle est enterrée au cimetière local de Payerbach en Basse-Autriche.

## Dans la culture populaire
- Dans le film Mayerling : le dernier amour du fils de Sissi en 1956 de Rudolf Jungert, Hélène Vetsera est interprétée par Adrienne Gessner.

- Dans la série télévisée britannique La Chute des aigles (Fall of Eagles) en 1974, de John Elliot, le rôle d'Hélène Vetsera est interprété par Irene Hamilton.

- Dans Prince Rodolphe : l'héritier de Sissi (2006) de Robert Dornhelm, le rôle d’Hélène Vetsera est jouée par Alexandra Vandernoot.